# The Vanishing Race
The Vanishing Race es el nombre del décimo segundo álbum de estudio del dúo de soft rock australiano Air Supply. Fue producido por Humberto Gatica y lanzado al mercado por Giant Records el 11 de mayo de 1993. De este disco se desprenden los sencillos: «Goodbye» e «It's Never Too Late». El álbum tuvo un éxito moderado en los Estados Unidos y si fue un suceso en Asia, Latinoamérica y otras regiones del mundo, vendiendo más de 4 millones de copias.

## Lista de canciones
| The Vanishing Race |                                     |                                                     |          |  |
| N.º                | Título                              | Escritor(es)                                        | Duración |  |
| 1.                 | «It's Never Too Late»               | Graham Russell, Michael Sherwood                    | 6:01     |  |
| 2.                 | «Faith»                             | Graham Russell, Rick Hahn, George Thatcher          | 4:53     |  |
| 3.                 | «Dreams of the Lonely»              | Myles Hunter, Graham Russell, Michael Sherwood      | 4:54     |  |
| 4.                 | «Swear to Your Heart»               | Guy Allison, Diane Warren, Graham Russell           | 4:48     |  |
| 5.                 | «I Remember Love»                   | Graham Russell, Michael Sherwood                    | 4:27     |  |
| 6.                 | «Goodbye»                           | Graham Russell, David Foster, Linda Thompson-Jenner | 4:06     |  |
| 7.                 | «The Vanishing Race»                | Larry Antonio, Graham Russell, Michael Sherwood     | 5:40     |  |
| 8.                 | «Don't Tell Me»                     | Jimmy Haun, Graham Russell, Michael Sherwood        | 4:51     |  |
| 9.                 | «Too Sentimental»                   | Brad Buxer, Graham Russell                          | 3:54     |  |
| 10.                | «Evidence of Love»                  | Stevie Diamond, Chris Farron                        | 4:41     |  |
| 11.                | «The Sun Ain't Gonna Shine Anymore» | Bob Crewe, Bob Gaudio                               | 3:38     |  |
| 12.                | «I'II Be Thinking of You»           | Graham Russell                                      | 4:26     |  |
| 47:20              |                                     |                                                     |          |  |

- Datos: Q3281406